# Recopa Aerosur
La Recopa Aerosur fue una competición de fútbol, organizada por la compañía aérea Aerosur de Bolivia desde 2009, y que enfrentava al campeón de la Copa Aerosur contra el campeón de la  Copa Aerosur del Sur.
El trofeo se jugaba según la fecha que disponía la FBF, ya que era esta que organizaba el calendario. Era disputada en dos partidos, uno de ida y otro de vuelta, ganando el equipo que tenía mayor diferencia de goles con respecto al otro, si la igualdad persistía, la final era decidida en las Tanda de penales.
Apareció como novedad en la Copa Aerosur del año 2009, pero no se disputó de forma continua. En 2011 la competición tuvo su última edición.

## Ediciones
| Temporada | Campeón                | Subcampeón          |                     |
| --------- | ---------------------- | ------------------- | ------------------- |
| 2009      | No hubo competición    | No hubo competición | No hubo competición |
| 2010      | No hubo competición    | No hubo competición | No hubo competición |
| 2011      | Universitario de Sucre | Wilstermann         |                     |

## Títulos por equipo
| Club                   | Títulos | Subtítulos | Años campeón | Años subcampeón |
| ---------------------- | ------- | ---------- | ------------ | --------------- |
| Universitario de Sucre | 1       | 0          | 2011         | ----            |
| Wilstermann            | 0       | 1          | ----         | 2011            |